# سروکاج مک‌لین
سروکاج مک‌لین (نام علمی: Callitris macleayana) نام یک گونه از سرده سروکاج‌ها است.